# كولينيو
كولينيو (بالإيطالية: Collegno)‏، مدينة شمال إيطاليا، في إقليم بييمونتي، في مقاطعة تورينو، تقع بين ريفولي غربا وتورينو شرقا والتي تبعد عنها 9 كم، عدد سكانها 50.054 نسمة.
يوجد بها مطار تورينو السياحي Aeroporto Aeritalia.

## السكان
في سنة 1861 بلغ عدد السكان 2٬074 نسمة، وتطور العدد ليصل في سنة 2011 لـ 49٬083 نسمة.
يظهر هذا المخطط البياني تطور النمو السكاني لـ كولينيو

## توأمة
لكولينيو اتفاقيات توأمة مع كل من:
- نويبراندنبورغ
- فولجسكي
- أنتوني
- Sárospatak [الإنجليزية]‏
- ساردانيولا ديل فاليس
- San Gregorio Magno [الإنجليزية]‏
- ماتانزاس
- سراييفو
- هافروف
- روكيتا سانت أنتونيو
- جايبا